# توریچه (مجارستان)
توریچه (به مجاری:  Túrricse) یک سکونتگاه مسکونی در مجارستان است که در سابولچ-ساتمار-برگ واقع شده‌است.